# Frerich Görts
Frerich Görts (* 26. Februar 1944 in Detmold) war von 1990 bis 1993 Staatssekretär im Bundesministerium für Post und Telekommunikation und ist seit 2005 Sprecher der Kirche Jesu Christi der Heiligen der Letzten Tage in Deutschland.

## Familie
Frerich Jakob Emil Görts wurde am 26. Februar 1944 als ältester Sohn von Frerich J. A. und Christine Görts, geborene Schumacher, in Detmold im damaligen Freistaat Lippe geboren. Er ist seit 1969 mit Heidrun Elisabeth Görts, geborene Gerritzen, verheiratet und lebt mit seiner Familie in Düsseldorf. Das Ehepaar hat eine Tochter und drei Söhne.

## Ausbildung und Beruf
Nach seinem Studium der Staats- und Rechtswissenschaften an den Universitäten Marburg, Genf und Bonn war Görts Gerichtsreferendar beim Landgericht Düsseldorf. Sein Assessorexamen legte er 1973 ab und begann im selben Jahr seine berufliche Laufbahn als Beamter des höheren Dienstes bei der Deutschen Bundespost. Ab 1981 war er mit verschiedenen Tätigkeiten (Referent für internationale Fortbildungsmaßnahmen der obersten Führungsebene, Kabinetts- und Parlamentsreferent des Bundesministers) im Bundesministerium für Post und Fernmeldewesen betraut. 1985 wurde er persönlicher Referent und Leiter des Ministerbüros von Christian Schwarz-Schilling. Ab 1. Januar 1990 leitete Görts als Ministerialdirektor die Zentralabteilung des Bundesministeriums für Post und Telekommunikation. Von Mai 1990 bis August 1993 war er dort Staatssekretär. In diesen Zeitraum fiel die Wiedervereinigung Deutschlands und damit die Aufgabe, eine gemeinsame postalische und telekommunikative Infrastruktur zu schaffen. Von September 1993 bis März 1996 war er Vorstandsmitglied der Deutschen Telekom mit Zuständigkeit für Personal und Recht und verhandelte unter dem Druck des damals längsten Streiks der Deutschen Bundespost die Überleitung ihrer 600.000 Beschäftigten in die neuen Aktiengesellschaften. Von April 1996 bis September 1998 hatte Görts den Vorsitz der Geschäftsführung der Deutschen Telekom Immobilien und Service GmbH mit 13.000 Mitarbeitern und einem Firmenvermögen von 13 Milliarden Euro. Er wurde vom Aufsichtsrat seines Amtes enthoben, da er massive Zweifel an der Richtigkeit der Höherbewertung des Immobilienvermögens von ursprünglich 22,9 Milliarden DM auf 35,7 Milliarden DM im Vorfeld des Börsenganges der Telekom äußerte. Eine mehrjährige arbeitsrechtliche Auseinandersetzung zur Wiedereinstellung hatte keinen Erfolg. Im Anschluss war er für verschiedene Unternehmen als Berater zu aktuellen Wirtschafts- und Wirtschaftsethikthemen tätig. Im Ruhestand widmet er sich noch intensiver verschiedenen Aufgaben in der Kirche Jesu Christi der Heiligen der Letzten Tage.

## Ämter und gesellschaftliches Engagement
Görts war während seiner Zeit als Staatssekretär Aufsichtsratsvorsitzender des Wissenschaftlichen Instituts für Kommunikationsdienste (WIK) in Bad Honnef. In dieser Zeit stand er auch als Präsident der Europäischen Konferenz der Verwaltung für Post und Telekommunikation vor. Als stellvertretender Vorsitzender des Kuratoriums „Museumsstiftung Post und Telekommunikation“ übernahm er bis November 1998 die Betreuung der millionenschweren Briefmarkensammlung der Bundesrepublik Deutschland. Seit September 2007 ist er Vorsitzender der im Jahre 1833 gegründeten Gesellschaft „Zur Ludwigsburg“, der ältesten Bürgergesellschaft Düsseldorfs. Görts‘ wahre Leidenschaft gilt der klassischen und romantischen Musik. Er musiziert (Klavier) mit Sängern und Kammermusikensembles und organisiert klassische Konzerte in Düsseldorf.

## Kirchliches Wirken
Seit seiner Kindheit ist Görts Mitglied der Kirche Jesu Christi der Heiligen der Letzten Tage, landläufig als „Mormonen“ bekannt. Parallel zu seinem Berufsleben nahm Görts ehrenamtlich kirchliche Aufgaben auf lokaler und regionaler Ebene wahr. Neben anderen Funktionen diente er zwei Mal als Bischof in seiner Heimatgemeinde Düsseldorf sowie ab September 1976 neun Jahre lang als Pfahlpräsident. Von 2001 bis 2005 war er als kirchlicher Beauftragter für Öffentlichkeitsarbeit in Deutschland tätig und war maßgeblich an der Festlegung von Inhalt und Form des deutschen Internetauftritts der Kirche beteiligt. Von April 2005 bis April 2010 war Görts als Gebiets-Siebziger (dritthöchste weltweite Führungsebene der Kirche) berufen. In dieser Eigenschaft war er in führender Position für Island, Dänemark, Ungarn und Rumänien zuständig. Weiterhin diente er als Sprecher der Kirche in Deutschland. Zudem ist er seit 2005 Beiratsvorsitzender des Karl G. Maeser Forums (KMF), des kirchlichen Dialogforums in der Bundeshauptstadt Berlin. Görts tritt für eine Stärkung traditioneller Werte ein und spricht sich in der öffentlichen Diskussion für eine Verankerung der Gesellschaft im Christentum aus. Die MTV-Serie „Popetown“ bezeichnete er im April 2006 als „respektlose Besudelung des christlichen Glaubens“.